# Bruce Maccabee
Bruce Maccabee (6 tháng 5 năm 1942  –  10 tháng 5 năm 2024) là một nhà vật lý quang học người Mỹ trước đây được Hải quân Mỹ tuyển dụng và là một nhà nghiên cứu UFO hàng đầu.

## Tiểu sử
Maccabee được trao bằng Cử nhân Khoa học trong ngành vật lý tại Học viện Bách khoa Worcester ở Worcester, Mass., và sau đó tại Đại học Mỹ, Washington, DC, (Thạc sĩ và Tiến sĩ vật lý). Năm 1972, ông bắt đầu sự nghiệp của mình tại Phòng Thí nghiệm Hậu cần Hải quân, White Oak, Silver Spring, Maryland; mà sau này trở thành Đơn vị Dahlgren Trung tâm Chiến tranh Mặt biển Hải quân. Tiến sĩ Maccabee đã nghỉ hưu khỏi cơ quan chính phủ vào năm 2008. Ông từng có công nghiên cứu về xử lý dữ liệu quang học, tạo ra âm thanh dưới nước bằng laser và các khía cạnh khác nhau của Sáng kiến Phòng thủ Chiến lược (SDI) và Phòng thủ Tên lửa Đạn đạo (BMD) bằng laser công suất cao.

## Nghiên cứu UFO
Maccabee từng là một nhà nghiên cứu UFO tích cực từ cuối những năm 1960 khi ông gia nhập Ủy ban Điều tra Quốc gia về Hiện tượng Không gian (NICAP) và tích cực hoạt động nghiên cứu và điều tra dưới trướng NICAP cho đến khi tổ chức này giải thể vào năm 1980. Ông trở thành thành viên của Mạng lưới UFO Song phương (MUFON) vào năm 1975 và sau đó được bổ nhiệm chức Giám đốc Tiểu bang tại Maryland, một vị trí mà ông vẫn đang nắm giữ. Năm 1979, ông góp phần vào việc thành lập Quỹ Nghiên cứu UFO (FUFOR) và là chủ tịch trong khoảng 13 năm. Ông hiện đang phục vụ trong Ban Quốc gia của Quỹ.
Các nghiên cứu và điều tra về UFO của ông (mà ông thường nhấn mạnh, hoàn toàn không liên quan đến công việc Hải quân của ông) bao gồm trường hợp nhìn thấy UFO của Kenneth Arnold (24 tháng 6 năm 1947), các bức ảnh chụp UFO của McMinnville, Oregon (Trent) năm 1950, các bức ảnh chụp UFO của phi hành gia Gemini 11 vào tháng 9 năm 1966, Sự kiện UFO Tehran vào tháng 9 năm 1976, những vụ chứng kiến UFO ở New Zealand vào tháng 12 năm 1978, vụ chứng kiến UFO của hãng Japan Airlines (JAL1628) vào tháng 11 năm 1986, vô số báo cáo về Sự kiện UFO vịnh Breeze, 1987–1988, những vụ chứng kiến UFO "bong bóng màu đỏ", 1990–1992 (bao gồm cả việc chính mắt ông nhìn thấy UFO vào tháng 9 năm 1991), video Thành phố México tháng 8 năm 1997 (mà ông coi là một trò lừa bịp), những vụ chứng kiến Ánh sáng Phoenix vào ngày 13 tháng 3 năm 1997, Sự kiện UFO México 2004 và nhiều trường hợp khác nữa.
Ông cũng đã thực hiện nghiên cứu lịch sử và là người đầu tiên có được "hồ sơ đĩa bay" bí mật của FBI (cái mà ông gọi là "Hồ sơ X THỰC SỰ"). Ngoài ra, ông còn thu thập tài liệu từ CIA, Không quân Mỹ, Quân đội Mỹ và các cơ quan chính phủ khác.
Maccabee là tác giả hoặc đồng tác giả của khoảng ba chục bài báo kỹ thuật và hơn một trăm bài viết về UFO trong 30 năm qua, bao gồm nhiều bài xuất hiện trong Tạp chí UFO MUFON và các kỷ yếu trong Hội nghị chuyên đề MUFON. Trong số các bài báo của ông là một sự phân tích lại các số liệu thống kê và kết quả của Báo cáo Đặc biệt số 14 Dự án Blue Book thuộc Viện Tưởng niệm Battelle lừng lẫy, một phân tích quy mô về 3200 trường hợp của Không quân cho đến giữa những năm 1950. (Xem Nhận dạng Vật thể bay (IFOs)). Một cách khác là phân tích lại kết quả nghiên cứu UFO của Ủy ban Condon từ năm 1969. (Giống như nhiều người khác, Maccabee kết luận rằng Edward Condon đã nói dối về kết quả này.)
Bên cạnh đó, ông còn viết hoặc đóng góp cho nửa tá cuốn sách về chủ đề UFO và xuất hiện trên nhiều chương trình phát thanh và truyền hình và phim tài liệu như một chuyên gia về chủ đề này. Maccabee cũng là một nghệ sĩ piano tài năng đã biểu diễn tại hội nghị chuyên đề MUFON năm 1997 và 1999. Ông hiện đang sống ở quận Allen, Ohio và kết hôn với Jan Maccabee.

## Truyền thông

### Sách

#### Phi hư cấu
- ISBN 978-1-56718-493-8 UFO/FBI Connection (bìa mềm, 2000)
- ISBN 978-0-380-78599-5 UFOs Are Real: Here's the Proof (bìa mềm, 1997)
- ISBN 978-1-56065-093-5 Could UFO's Be Real (thư viện liên kết, 1991)
- ISBN 978-0-9618082-0-4 Melbourne Episode: Case Study of a Missing Pilot (bìa mềm, 1987)

#### Hư cấu
- ISBN 978-1-893183-28-5 Abduction In My Life: A Novel of Alien Encounters (bìa mềm, 2001)

### Bài viết gần đây
- "Strong Magnetic Field Detected Following a Sighting of an Unidentified Flying Object," Journal of Scientific Exploration, 8, #3, 347, 1994 abstract
- "Water Spout UFO Photographed," MUFON UFO Journal, Tháng 11, 1994
- "The Arnold Phenomenon," January/February and March/April issues of the International UFO Reporter (CUFOS), 1995
- "Raining on Sagan's Parade," MUFON UFO Journal, Tháng 1, 1996 các phần của bài viết Lưu trữ ngày 10 tháng 10 năm 2019 tại Wayback Machine
- "The White Sands Films," International UFO Reporter, (CUFOS) Vol. 21, #1, Mùa Xuân, 1996 bài viết The White Sands Proof
- "Illegitimate Science? A Personal Story," Journal of Scientific Exploration, 10, #2, 269, 1996 abstract
- "Acceleration," Proceedings of the International MUFON Symposium, 1996 bài báo
- "The Nightline UFO Video," MUFON UFO Journal, Tháng 12, 1996 bài viết liên quan Lưu trữ ngày 10 tháng 10 năm 2019 tại Wayback Machine
- "The First Sighting," Proceedings of the International MUFON Symposium, 1997
- "UFOs, the Real Thing or the Wrong Impression," Shutterbug Magazine, Tháng 8 và 9, 1997
- "My Mission from the Ashtar Command," International UFO Reporter, Mùa Đông, 1997–1998
- "Preliminary Report on the Mexico City Video of ngày 6 tháng 8 năm 1997," MUFON UFO Journal, Tháng 4, 1998
- "Flying Peanut or Double UFO," MUFON UFO Journal, Tháng 1, 1999
- "Phoenix Lights Revisited," MUFON UFO Journal, Tháng 2, 1999
- "Immediate High Alert: The Mystery of ngày 6 tháng 12 năm 1960," Proceedings of the 1999 MUFON International Symposium. (đây là bài nghiên cứu được xuất bản lần thứ 100 về UFO)
- "Optical Power Output of an Unidentified High Altitude Light Source," xuất bản trong Journal of Scientific Exploration, vol. 13, #2, 1999 bài viết
- "Atmosphere or UFO," Journal of Scientific Exploration, vol. 13, #3, 1999 bản tóm tắt bài viết
- "Prosaic Explanations, the Failure of UFO Skepticism," Infinite Energy Magazine, Issue #29, 2000; phiên bản hoàn chỉnh trong Kỷ yếu Hội nghị chuyên đề MUFON quốc tế, 2000; Phiên bản cập nhật trong Tạp chí UFO số tháng 11 và tháng 12 năm 2007
- "UFO detected by thermal imager," MUFON UFO Journal, Tháng 1, 2007
- "Skylab 3 UFO Sighting and Photo Analysis," trên  Tháng 12, 2007

### Hiện diện
Tiến sĩ Maccabee đã được phỏng vấn bởi báo in, đài phát thanh và truyền hình nhiều lần kể từ năm 1978. Ông cũng đã xuất hiện trong một số phim tài liệu. Đây là một số gần đây: 
- A Current Affair TV show, Tháng 4, 1992
- Unsolved Mysteries (Guardian case), Tháng 2, 1993
- Fred Fiske Radio Show on National Public Radio (Tháng 2, 93 lặp lại hai lần trong năm)
- Sonya Live on CNN, Tháng 7, 1993
- WHAG Radio ở Hagerstown (12 lần xuất hiện vào mùa hè 1996)
- Area 2000 Radio Show (Art Bell) ở Las Vegas (mùa hè 1993)
- WHPK ở Chicago (Tháng 10, 1993)
- Encounters TV Show (Tháng 2, 1994)
- Dreamland Radio Show (Tháng 6, 1994)
- Central TV ở London (phỏng vấn, mùa hè, 1994)
- Sightings (Tháng 9, 1994)
- Kiviat-Green productions - Tháng 8, 1995
- Italian TV interview ở San Marino (Tháng 9, 1995)
- A&E TV documentary, Where are all the UFOs, chương trình tháng 4 năm 1996
- Four Point Productions cho The Learning Channel
- Fox TV Special on Aliens landing (kết hợp phim Independence Day)
- Nightline TV show, 16 tháng 7 năm 1996
- Transmedia Productions of Paramount House, London, chương trình đầu tiên vào mùa thu 1996
- London Weekend Television, chương trình vào mùa thu,1996
- Discovery Channel, UFOs Down to Earth, Tháng 12, 1996
- Discovery Channel, UFO - Reason to Believe, 1996 (video)
- Sightings, Tháng 1, 1997
- Fox TV Best Video Evidence, Tháng 8, 1997
- The "Zoh Show" and 20th Century Radio with Zoh and Bob Heironimus on WCBM radio in Baltimore numerous times, 1997–1998
- The John Koon Radio Show, Radio South Africa, Tháng 12, 1997
- Twentieth Century Radio with Bob Heironimus, Tháng 3, 1999
- Top Ten Unexplained Mysteries, The Learning Channel, Tháng 1, 2000
- The Julie Briggs Show on WMTR Radio, Tháng 1, 2000
- The Tex-Files TV show of Fox4 News, Tháng 2, 2000
- Fox TV Best Video Evidence, Part 2, Tháng 5, 2000
- Mike Seigel Show, Tháng 6, 2000
- Radio 630CHED, Edmonton, Alberta, Tháng 7, 2000
- CBS TV affiliate, Edmonton Alberta, Tháng 7, 2000
- Safespace - Fastwalkers - mùa đông 2006
- The Paracast, Radio Show, 24 tháng 6, 2007